# موشه یعلون
موشه یعلون (به عبری: משה יעלון) (زاده ۲۴ ژوئن ۱۹۵۰، حیفا) نظامی و سیاستمدار سرشناس اسرائیلی و عضو حزب لیکود اسرائیل می‌باشد. وی از سال ۲۰۱۳ (میلادی) تاکنون، به سمت وزیر دفاع اسرائیل منصوب شده و عضو پیشین و فعلی کنست اسرائیل می‌باشد.